# The Archaic Course
The Archaic Course är det norska black metal-bandet Borknagars tredje studioalbum. Albumet utgavs 1998 av skivbolaget Century Media Records.

## Låtlista
1. "Oceans Rise" (Øystein G. Brun) – 5:27
2. "Universal" (Øystein G. Brun) – 5:35
3. "The Witching Hour" (ICS Vortex/Ivar Bjørnsen/Øystein G. Brun) – 4:26
4. "The Black Token" (Øystein G. Brun) – 5:19
5. "Nocturnal Vision" (ICS Vortex/Øystein G. Brun) – 4:35
6. "Ad Noctum" (ICS Vortex/Øystein G. Brun) – 4:22
7. "Winter Millennium" (Øystein G. Brun) – 5:44
8. "Fields of Long Gone Presence" (Ivar Bjørnson) – 2:18

## Medverkande
Musiker (Borknagar-medlemmar)
- ICS Vortex (Simen Hestnæs) – sång, synthesizer
- Øystein Garnes Brun – gitarr
- Grim (Erik Brødreskift) – trummor
- Kai K. Lie – basgitarr
- Ivar Bjørnson – keyboard, synthesizer
- Jens F. Ryland – gitarr

Produktion
- Borknagar  – producent
- Waldemar Sorychta – producent
- Matthias Klinkmann – ljudtekniker, producent
- Carsten Drescher – omslagsdesign
- Axel Hermann – omslagsdesign
- Christophe Szpajdel – logo
- M. Røn – foto

### Fotnoter
1. ↑  The Archaic Course på discogs.com